# یواس‌اس بکونا (اس‌اس-۳۱۹)
یواس‌اس بکونا (اس‌اس-۳۱۹) (به انگلیسی: USS Becuna (SS-319)) یک زیردریایی است که طول آن ۳۱۱ فوت ۹ اینچ (۹۵٫۰۲ متر) می‌باشد. این زیردریایی در سال ۱۹۴۴ ساخته شد.